# El Español (1810-1814)
El Español va ser un diari publicat a Londres entre 1810 i 1814, de periodicitat mensual i fundat pel periodista i escriptor espanyol José María Blanco White, exiliat.
El seu primer número va aparèixer el 30 d'abril de 1810. Crític amb la Constitució i les Corts de Cadis, es va arribar a prohibir la seva distribució als territoris espanyols. El periòdic va deixar de publicar-se després de la tornada de Ferran VII al poder i la restauració de l'absolutisme. Entre els col·laboradors de la publicació va estar Francisco Martínez de la Rosa, a més d'incloure Blanco White textos d'autors com Jovellanos, Jeremy Bentham o William Paley, entre d'altres.